# “Ja, Natúúrlijk!”
“Ja, Natúúrlijk!” is het vierde album van de Nederlandse rapformatie De Jeugd van Tegenwoordig. Het album verscheen op 27 september 2013.

## Tracklist
| Nr. | Titel                              | Lengte |
| --- | ---------------------------------- | ------ |
| 1   | De formule                         | 5:13   |
| 2   | Space koibois                      | 3:54   |
| 3   | Op een sexuele wijze               | 4:45   |
| 4   | Bewuste sabotage                   | 4:50   |
| 5   | Prinsjesdag                        | 4:11   |
| 6   | Een barkie                         | 5:25   |
| 7   | Gekke boys                         | 4:03   |
| 8   | Het mysterie van de koude schouder | 3:50   |
| 9   | Er zijn weer dingen                | 3:53   |
| 10  | Psychantisch                       | 2:42   |
| 11  | De toneelacademie                  | 5:02   |
| 12  | Issook                             | 4:54   |
| 13  | Slechts een bendtkabouter          | 1:13   |
| 14  | Benden                             | 6:39   |
| 15  | Dromen van karton                  | 9:21   |

### Clips
- 2013
  - De formule
  - Op een sexuele wijze
- 2014
  - Er zijn weer dingen
  - De toneelacademie